# Nickelodeon Kids’ Choice Awards 1998
11. gala Nickelodeon Kids’ Choice Awards odbyła się 4 kwietnia 1998 roku. Prowadzącą galę była Rosie O’Donnell.

## Prowadząca
Rosie O’Donnell

## Nominacje

### Film

#### Najlepszy aktor
- Will Smith (Faceci w czerni) (Zwycięstwo)
- Robin Williams (Flubber)
- Tim Allen (Z dżungli do dżungli)
- Jim Carrey (Kłamca, kłamca)

#### Najlepsza aktorka
- Alicia Silverstone (Batman i Robin) (Zwycięstwo)
- Uma Thurman (Batman i Robin)
- Christina Ricci (Sprytne kocisko)
- Beverly D’Angelo (W krzywym zwierciadle: Wakacje w Vegas)

#### Najlepsze zwierzę
- Kot Salem (Sabrina, nastoletnia czarownica) (Zwycięstwo)
- Pies Buddy (Air Bud)
- Keiko (Uwolnić orkę 3)
- Mysz (Polowanie na mysz)

#### Najlepszy film
- Titanic (Zwycięstwo)
- Batman i Robin
- Kłamca, kłamca
- Faceci w czerni

### Telewizja

#### Najlepsza kreskówka
- Pełzaki (Zwycięstwo)
- Hej Arnold!
- Bobby kontra wapniaki
- Simpsonowie

#### Najlepszy aktor telewizyjny
- Jonathan Taylor Thomas (Pan Złota Rączka) (Zwycięstwo)
- Tim Allen (Pan Złota Rączka)
- Kenan Thompson i Kel Mitchell (Kenan i Kel)
- Marlon Wayans i Shawn Wayans (The Wayans Bros.)

#### Najlepsza aktorka telewizyjna
- Melissa Joan Hart (Sabrina, nastoletnia czarownica jako Sabrina Spellman) (Zwycięstwo)
- Brandy Norwood (Moesha)
- Tia Mowry i Tamera Mowry (Jak dwie krople czekolady)
- Kirstie Alley (Sekrety Weroniki)

#### Najlepszy serial
- Kenan i Kel (Zwycięstwo)
- Pan Złota Rączka
- Sabrina, nastoletnia czarownica
- Jak dwie krople czekolady

### Pozostałe kategorie

#### Najlepsza gra wideo
- Super Mario 64 (Zwycięstwo)
- Diddy's Kong-Quest
- Star Fox 64
- Super Mario World: Yoshi no shima